# Eleccions legislatives neerlandeses de 1925
Les eleccions legislatives neerlandeses de 1925 se celebraren l'1 de juliol de 1925, per a renovar els 100 membres de la Tweede Kamer. Es forma un govern de coalició presidit per Hendrikus Colijn (ARP), amb catòlics i liberals, que fou substituït el 1926 per Dirk Jan de Geer (CHU).

## Resultats
| ← Eleccions legislatives neerlandeses, 1925 → |                                                       |      |      |        |  |
| Partit                                        | Partit                                                | Vots | %    | Escons |  |
|                                               | Lliga General dels Caucus Catòlics Romans (ABRKK)     |      | 28,6 | 30     |  |
|                                               | Partit Socialdemòcrata dels Treballadors (SDAP)       |      | 22,9 | 24     |  |
|                                               | Partit Antirevolucionari (ARP)                        |      | 12,2 | 13     |  |
|                                               | Unió Cristiana Històrica (CHU)                        |      | 9,9  | 11     |  |
|                                               | Partit d'Estat Liberal (LSP)                          |      | 8,7  | 9      |  |
|                                               | Lliga Democràtica per la Llibertat de Pensament (VDB) |      | 6,1  | 7      |  |
|                                               | Partit Polític Reformat (SGP)                         |      | 2,0  | 2      |  |
|                                               | Partit Comunista d'Holanda (CPN)                      |      | 1,2  | 1      |  |
|                                               | Plattelandersbond (PLB)                               |      | 2,0  | 1      |  |
|                                               | Partit Nacional Catòlic Romà (MPSL)                   |      | 1,2  | 1      |  |
|                                               | Partit Estatal Reformat (HGS)                         |      | 1,0  | 1      |  |
| Total                                         | Total                                                 |      | -    | 100    |  |
|                                               |                                                       |      |      |        |  |